# Clarksville (Tennessee)

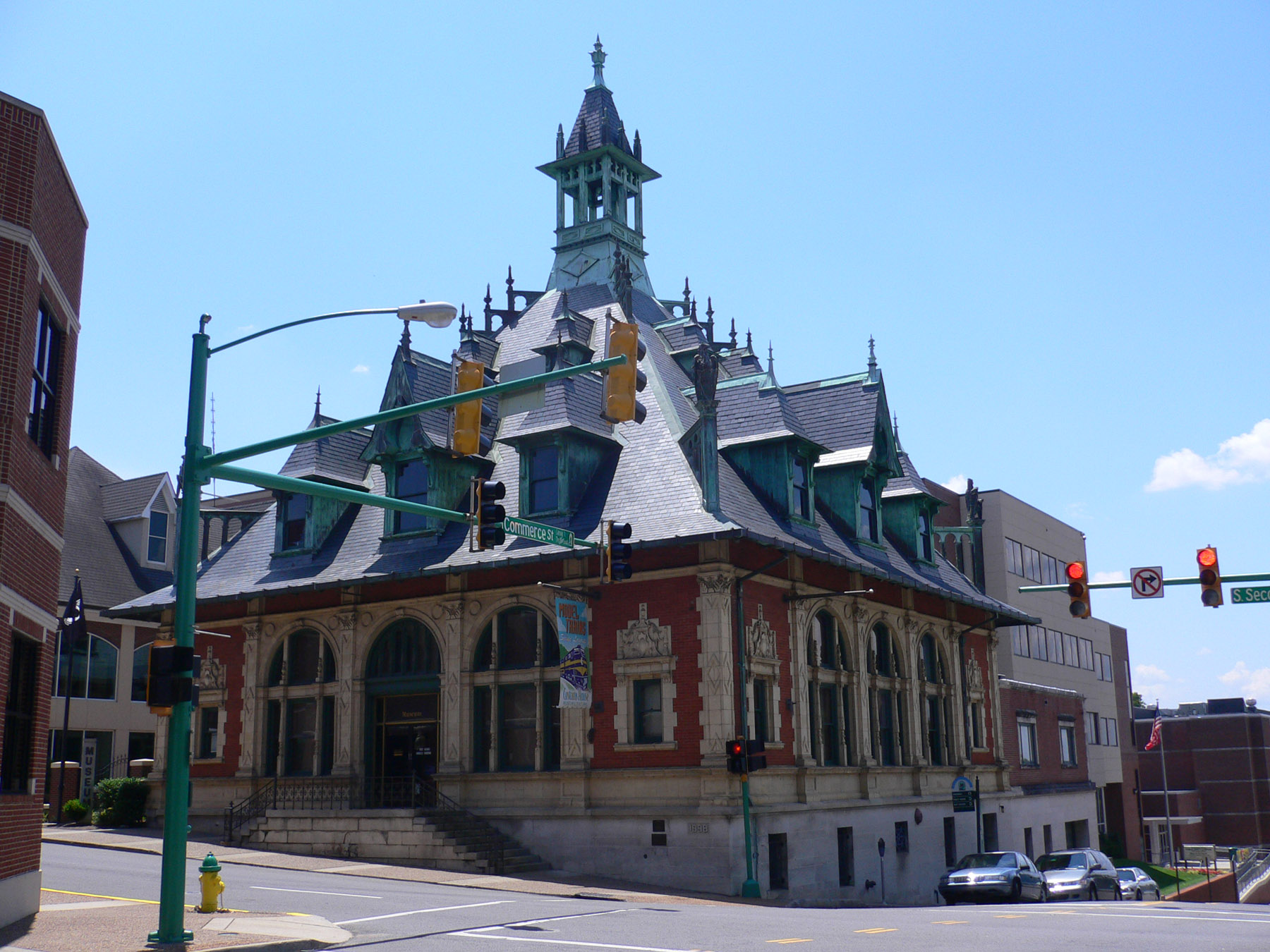
Muzeum i Centrum Kultury Clarksville

Clarksville – miasto położone w północnej części stanu Tennessee, na granicy z Kentucky. Według danych z 2022 roku liczy 177 tys. mieszkańców, oraz 336,4 tys. w obszarze metropolitalnym. Piąte co do wielkości miasto stanu. Ponad jedna trzecia mieszkańców głównego miasta to Afroamerykanie (23,5%) i Latynosi (11,9%). 
Stosunkowo szybko się rozwija, podobnie jak południe USA. Rozwój zawdzięcza położonej w mieście bazie wojskowej Fort Campbell (głównie helikoptery). Przez miasto przepływa Cumberland River, niedaleko znajduje się jeden z największych w USA sztucznych akwenów oraz piękne tereny rekreacyjne i leśne „Land between the lakes”.
W mieście rozwinął się przemysł mięsny, tytoniowy oraz obuwniczy. Ponadto w Clarksville produkuje się opony samochodowe oraz klimatyzatory. Miasto określane także jako „furtka na południe”. Znajduje się tutaj siedziba Austin Peay State University. 
Pod koniec 2022 roku swoje centra dystrybucyjne utworzyli tutaj Amazon i FedEx. 

## Klimat
Miasto leży w strefie klimatu subtropikalnego, umiarkowanego, łagodnego bez pory suchej i z gorącym latem, należącego według klasyfikacji Köppena do strefy Cfa. Średnia temperatura roczna wynosi 14,4 °C, a opady 1275,1 mm (ze średnimi opadami śniegu wynoszącymi 25,6 mm). Średnia temperatura najcieplejszego miesiąca – lipca wynosi 25,6 °C, natomiast najzimniejszego stycznia – 2,1 °C. Najwyższa zanotowana temperatura wyniosła 41,1 °C, natomiast najniższa zanotowana w lutym –24,4 °C. Miesiącem o najwyższych opadach jest maj które średnio wynoszą 142,2 mm, natomiast najniższe opady są w sierpniu i wynoszą średnio 78,7.
W grudniu 2023 przez miasto przeszło tornado, w wyniku którego zginęło 3 osoby i 23 zostały ranne.

## Ludzie urodzeni w Clarksville
- Wilma Glodean Rudolph[9] (1940–1994) – lekkoatletka, sprinterka, trzykrotna mistrzyni olimpijska
- Pat Summitt (1952–2016) – trenerka koszykarska, medalistka olimpijska
- Ernest William Goodpasture (1886–1960) – lekarz i odkrywca specjalizujący się w chorobach zakaźnych
- Dorothy Jordan (1906–1988) – aktorka

## Ciekawostki
Obszar metropolitalny zamieszkuje ponad 2 tys. amiszów, jednak dominującą grupą religijną są baptyści. 